# Problognathiidae
Problognathiidae is een familie in de taxonomische indeling van de tandmondwormen (Gnathostomulida). Het onderliggende geslacht is Problognathia.